# Échame a mí la culpa
«Échame a mí la culpa» es una canción mexicana compuesta por José Ángel Espinoza «Ferrusquilla» en 1957, y que sería la cuarta canción más exitosa en México en 1958. Algunos de los primeros cantantes en grabarla fueron Amalia Mendoza, Flor Silvestre Amanda del Llano y Javier Solís.
Amalia Mendoza, después de grabar la canción en disco, la cantó en una escena de la película Yo... el aventurero, filmada en 1958 y estrenada el año siguiente.
Miguel Aceves Mejía y la artista española Lola Flores protagonizaron Échame a mí la culpa (1959), una película basada en la canción. En dicha película, Aceves Mejía la interpretó como ranchera y Flores la cantó por bulerías.

## Versiones
- Amalia Mendoza con el Mariachi Vargas de Tecalitlán (1957)
- Flor Silvestre con el Mariachi México de Pepe Villa (1957)
- Amanda del Llano con orquesta (en España) (1957)
- Javier Solís con el Mariachi Perla de Occidente (1957)
- Macha y el Bloque Depresivo (Fecha indefinida)
- María Elena Marqués con el Mariachi Santana (1958)
- María Victoria con la Orquesta de Rafael de Paz (1958)
- María de Lourdes con el Mariachi Nacional de Arcadio Elías
- Rebeca con Alfonso Morquecho y su Conjunto
- Albert Hammond (1976)
- Hansel y Raúl (1986)
- La Sociedad (1996)
- Guaraná (2000)
- Bertín Osborne (2002)
- Julio Iglesias (2003)
- Luis Miguel (2004)
- Rocío Dúrcal (2004)
- Los Secretos (2015)
- Joaco Pertuz (2018) Cantante Colombiano, Género Vallenato.
- La Beriso (2021)
- Virginia Maestro (2022)
- Rafa Pérez (2023) Cantante Colombiano, Género Vallenato (versión en vivo)
- Jota, cantante del grupo Los Planetas, en el dvd que acompaña a su álbum Plena pausa (El Ejército Rojo, 2023).